# Eis
Een eis is in de rechtspraak een uitspraak van een partij waarin die partij kenbaar maakt welke uitspraak zij verwacht.
Bijvoorbeeld: 
- De ene partij eist dat de buurman de boom omhakt. De andere partij eist dat hij zijn boom mag laten staan. Meestal laten partijen een advocaat het woord voeren.
- Of het Openbaar Ministerie eist dat de verdachte een jaar hechtenis krijgt. De verdachte of zijn advocaat eist dat de verdachte wordt vrijgesproken.

Een eis wordt in het algemeen met redenen omkleed. Een partij zal meestal zo veel mogelijk redenen en bewijzen aanvoeren en getuigen oproepen om de eis te ondersteunen.
Een partij heeft het recht te zwijgen over feiten die in het eigen nadeel kunnen werken. Dat geldt niet voor het Openbaar Ministerie in een strafproces: als de officier van justitie op de hoogte is van feiten die voordelig zijn voor de verdachte, dan zal hij die niet verzwijgen.
Het is de taak van de rechter uitspraak te doen. Hij zal vaak een compromis tussen de eisen vinden, maar het is ook heel goed mogelijk dat hij een partij meer geeft dan zij geëist heeft.